# Кекертарсуак
Кекертарсуак (гренл. Qeqertarsuaq, дат. Godhavn) — город, порт и до 2009 года административный центр одноимённого муниципалитета Западной Гренландии. Муниципалитет — один из двух (помимо Аасиаата) в Гренландии, расположенных за пределами самого острова Гренландия, он занимает остров Кекертарсуак (Диско) в заливе Диско. В ряде источников, в основном дореволюционных, город именуется Годгавн.
Кекертарсуак переводится с инуитского как «большой остров» и такое же название носят ещё несколько островов, в других муниципалитетах, например в Упернавике и Каанааке. В состав муниципалитета, имеющего площадь 9700км², кроме острова Диско (8578км²) входит и несколько других близлежащих островов в заливе Диско. В 2013 г. население составило 845 чел. из которых 50 жило в поселке Кангерлук, в нескольких часах пути на лодке.

## История
Первые поселения на месте Кекертарсуака относятся к периоду между 5 и 6 тысячами лет назад. Кекертарсуак (Godhavn) был основан датским китобоем Свендом Сандгреном в 1773 году в защищённой от ветра стоянке. Это был самый северный пункт датского китобойного промысла. Более двух веков китобойный промысел был основным занятием населения. До сих пор основной доход дает рыбная ловля и охота. Годгавн был административным центром Северной Гренландии, Южная же Гренландия управлялась из Готхоба (Нуука).
В 1862 году по новому закону в муниципалитетах были введены т. н. Дирекции, которые занимались управлением средств на социальные нужды — поддержку вдов, незаконнорождённых детей и др. Также Дирекции выступали как суды нижней инстанции для мелких преступлений, принимали участие в борьбе с эпидемиями, основании школы управления каяками для мальчиков и швейного дела для девочек.
3 мая 1940 года в городе состоялась встреча администраций Северной и Южной Гренландии, одним из последствий которой стало их объединение со столицей в Нууке. В 1950 году был упразднён Главный офис администрации и город получил обычные права муниципалитета, приобретя современный вид.

## Природа
Многие из базальтовых скал острова покрыты ледниками, наибольшим из которым является Сермерсуак (Большой Ледник), однако он расположен довольно далеко от побережья и летом до него трудно добраться. Ледник Лингмарк (Lyngmarksbræen) значительно меньше, но и гораздо ближе к городу и может быть достигнут за несколько часов ходьбы. Его протяжённость — около 10 км, а высота — около 700 метров. Довольно необычным развлечением является прогулка на собачьих упряжках под полуночным солнцем летом. Если добраться до вершины горы, можно получить потрясающий вид на залив Диско и гигантские айсберги близ Илулиссата на расстоянии около 100 километров.
Вблизи деревни Кангерлук исследователи в 1999 году обнаружили «бегающий» ледник, двигающийся со скоростью 100 метров в день.

## Известные люди
- Расмус Лердорф, разработчик языка программирования PHP.

## Население
| 1977  | 1978  | 1979  | 1980  | 1981  | 1982  | 1983  |
| ----- | ----- | ----- | ----- | ----- | ----- | ----- |
| 1003  | ↘979  | ↘941  | →941  | ↗953  | ↗973  | ↘955  |
| 1984  | 1985  | 1986  | 1987  | 1988  | 1989  | 1990  |
| ↗968  | ↗976  | ↗994  | ↗1008 | ↗1063 | ↗1075 | ↗1093 |
| 1991  | 1992  | 1993  | 1994  | 1995  | 1996  | 1997  |
| ↘1090 | ↗1120 | →1120 | ↗1125 | ↘1112 | ↘1095 | ↘1085 |
| 1998  | 1999  | 2000  | 2001  | 2002  | 2003  | 2004  |
| ↘1059 | ↘986  | ↗993  | ↗1000 | ↗1010 | ↘1006 | ↘998  |
| 2005  | 2006  | 2007  | 2008  | 2009  | 2010  | 2011  |
| ↘978  | ↗1001 | ↗1013 | ↘979  | ↘925  | ↘907  | ↘873  |
| 2012  | 2013  | 2013  | 2014  | 2015  | 2016  | 2016  |
| ↘858  | ↘845  | →845  | ↗853  | ↗871  | ↘847  | →847  |
| 2017  | 2018  | 2020  |       |       |       |       |
| ↗853  | ↗856  | ↘839  |       |       |       |       |